# Musica Ficta
Musica Ficta er et dansk kor med Bo Holten som dirigent. Koret blev dannet i 1996.
Musica Ficta er blandet med sopraner, alter, tenorer og basser, giver koncerter og indspiller plader.
Antallet af syngende medlemmer har varieret fra 10 til 15 stykker.
Det har sunget og udgivet ældre musik som Thomissøns påske, sange i genre dansk sang, også mere moderne kompositioner.
Et større værk er Den danske sangskat, der samler populære danske sange og salmer for det meste fra 1800- og 1900-tallet.